# Los Ex
Los Ex es un cuarteto de grunge chileno formado en el año 1996 por Colombina Parra, Pablo Ugarte, Hernan Edwards y Octavio Bascuñán. El grupo también ha sido catalogado como art punk y rock alternativo.

## Biografía
En 1996 lanzaron su primer disco llamado Caída libre, con composiciones marcadas por letras de decepción femenina y temas sociales. El disco produjo gran impacto en la escena musical chilena y latinoamericana, principalmente por sus letras directas, si bien repetitivas.
Pablo Márquez, de la revista Rolling Stone, en 1996 dijo luego de escuchar el disco debut de Los Ex: "La palabra es rabia. Un desgarro visceral y sincero. Una fuerza que con tanta pasión pocas veces fluye por los cortes de un disco y esa potencia en bruto avivada por guitarras metálicas y procesada en un lamento de registro sorprendente es lo que hace de caída libre un disco indispensable".
Sus canciones llegaron a los primeros lugares de los rankings latinos y rotaron fuertemente por MTV, donde se destacó especialmente el sencillo La corbata de mi tío.
En Perú lograron un público muy leal y en la escena del rock chileno, Los Ex se transformaron en una de las bandas más populares y queridas, junto con Los Prisioneros.
Entre 1996 y 1998 se dedicaron fuertemente a las presentaciones en vivo llegando a tocar dos veces por noche, en ciudades distintas.
A fines del año 1996, Pablo Ugarte, bajista de la banda, se retiró y el cuarteto se convirtió en un trío en que el bajo pasó a manos de Colombina, guitarrista rítmica hasta ese entonces. Continuaron con sus presentaciones en vivo y la crítica alabó su energética presencia.
A mediados de 1997, la banda preparó lo que sería parte de su segundo disco, que nunca llegó a salir al mercado, sólo ese año se lanzó un EP, "Esta tarde vi llover". Más tarde, en una gira por Perú, Octavio Bascuñán, el baterista de la banda, anunció su retiro. Rápidamente fue reemplazado por un nuevo baterista llamado Tomás Dahm. Se anunció en la prensa que los Ex trabajan en un segundo disco. Ese segundo disco, que se iba a llamar "El perro que habla", se grabó completamente pero Colombina decidió no sacarlo a la luz. Luego, Los Ex desaparecieron de los escenarios sin anunciar su retirada.
La banda quedó en inactividad, hasta que sorpresivamente, el año 2004, Los Ex reiniciaron sus actividades con un concierto en la Sala SCD de Plaza Vespucio en que fueron todos sus fanes y el concierto terminó con todos los asistentes eufóricos. Se corrían rumores de la salida de un nuevo álbum, pero la banda volvió a desaparecer.
En 2007, Los Ex resurgieron con un segundo disco, Cocodrila, editado por un sello discográfico independiente. Nunca se habló de una vuelta de Los Ex sino que volvieron a tocar sobre los escenarios de una manera ultra subterránea y underground y casi de una manera estratégicamente acordada entre ellos. Empezaron a aparecer casi como una banda nueva mimetizada con todo el circuito roquero del momento, compartiendo escenario con The Ganjas y Guiso. Dicho regreso de Los Ex fue como cuarteto y con una agenda copada de conciertos en vivo. La formación entonces era conformada por tres de los integrantes originales: Colombina Parra, Hernán Edwards y Octavio Bascuñán (de vuelta), y se sumó como bajista Claudius Rieth, productor de "Cocodrila".
"Cocodrila", el nuevo disco de Los Ex, apareció con una potencia distinta. Mantuvieron la sonoridad pero las canciones, pero propusieron temáticas absolutamente diferentes: letras sobre peleas amorosas, infidelidades y mujeres maltratadas. Todo acompañado con susurros y pequeños gritos con guitarras muy golpeadas.
En 2008, Los Ex lanzaron Pistola de plástico, disco doble (su tercer y último álbum hasta la fecha) con canciones enérgicas y explosivas de tinte punk, así como con suaves y oscuras composiciones, que se pasean por paisajes diversos, misteriosos y sugerentes.
El sitio musica.cl dijo sobre Pistola de plástico:

Este disco doble, es sin duda esquizofrénico; transita por letras con un alto componente humorístico para luego dar pie a letras más íntimas, femeninas y con un alto contenido social. Este disco es, sin duda, el más maduro e intenso de Los Ex, donde está presente todo el punk y la distorsión de su primer álbum Caída libre y del EP Esta tarde vi llover, al igual que un rock más melódico presente en su segundo disco Cocodrila.

## Miembros
Miembros actuales
- Colombina Parra – voz, guitarra rítmica, teclados (1996–1998, 2004, 2007–presente), bajo (1997–1998)
- Hernan Edwards – guitarra principal (1996–1998, 2004, 2007–presente)
- Claudius Rieth – bajo (2007–presente)
- Octavio "Tavo" Bascuñán – batería, percusión (1996–1997, 2004, 2007–presente)

Miembros anteriores
- Pablo Ugarte – bajo (1996)
- Eduardo Lira – bajo (2004)
- Tomás Dahm – batería, percusión (1997–1998)

## Discografía

### Álbumes de estudio
- Caída libre (1996, BMG, Culebra Records MX)
- Cocodrila (2006, W.R.S.)
- Pistola de plástico (2008, Oveja negra)
- Caida Libre (2018 )
- Cocodrila (2018 )
- Esta Tarde Vi Llover (2021)
  - Todos los álbumes relanzados en 2016 por Beast Discos.

### EP
- Esta tarde vi llover (1997)

### Otros
- Tributo a Los Prisioneros (Track 18 - La Voz de los 80), 2000.